# Оттон I (маркграф Бранденбурга)
Оттон I Бранденбургский (нем. Otto I. von Brandenburg; около 1128 — 8 июля 1184) — маркграф Бранденбурга с 1170 года до своей смерти, представитель рода Асканиев, основатель Бранденбургской ветви, управлявшей маркой до 1320 года. Оттон I способствовал внутренней колонизации марки и основал могущественный монастырь Ленин в местности Цаухе.

## Происхождение
Оттон происходил из династии Асканиев, родоначальником которой был живший в первой половине XI века граф Адальберт Балленштедтский. Его сын, граф Эзико фон Балленштедт (ум. после 1060), унаследовал от своей матери Хидды, дочери маркграфа Лужицкой марки Удо I, очень значительные владения между реками Эльбой и Заалой, ставшие основой могущества рода. Внук Эзико, Альбрехт Медведь (около 1100 — 18 ноября 1170), был одним из самых значительных владетельных князей своего времени. Кроме родовых владений Асканиев — Балленштедта и Ашерслебена, он был графом Орламюнде и маркграфом  Северной марки, которая в 1157 году была преобразована в Бранденбургскую.
Оттон I — старший сын Альбрехта Медведя и его супруги Софии фон Винценбург. Помимо Оттона в семье было три дочери и шесть сыновей. Брат Оттона Зигфрид стал архиепископом Бремена, а брат Бернхард — герцогом Саксонии.

## Биография
Оттон правил вместе со своим отцом, начиная с 1144 года и получил титул маркграфа бранденбургского в 1170 году, в год смерти отца. Упоминание о маркграфе бранденбургском Оттоне встречается в грамоте ещё в 1144 году, однако Аскании получили этот титул лишь с окончательным завоеванием марки в 1157 году. Отец и сын вместе определяли политику Асканиев на десятилетия вперёд, участвовали в съездах князей и многократно упоминаются в исторических документах. После смерти в 1170 году Альбрехта Медведя его владения были разделены между сыновьями. Оттону досталась Бранденбургская марка, которой его потомки управляли до 1320 года.
В 1148 году Оттон женился на Юдите Польской из рода Пястов, сестре герцогов польских Болеслава IV и Мешко III. Дата и место заключения брака неизвестны. Решение о браке в поддержку Пястов было заключено в ходе крестового похода против вендов на встрече Оттона и герцогов 6 января 1148 года с участием архиепископа магдебургского Фридриха I. После смерти Юдиты в 1175 году Оттон женился во второй раз в 1176 году на Аде Голландской, дочери графа Флориса III.
Известно, что у Оттона было двое сыновей от первого брака — Оттон, впоследствии маркграф Бранденбурга, и Генрих, впоследствии граф Гарделегена. Третий сын от второго брака, Альбрехт, занял маркграфский трон в Бранденбурге после смерти своего старшего брата.

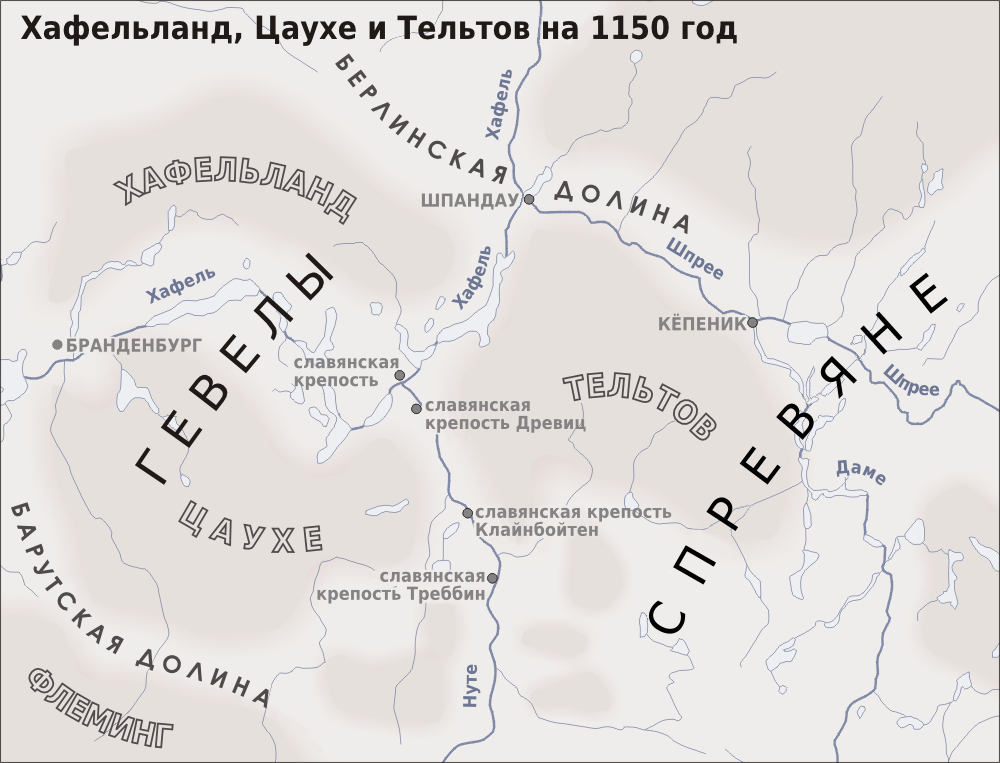
Ситуация в Бранденбурге на 1150

В 1177 году Оттон получил звание эрцканцлера. Бранденбургская марка в то время имела иные границы по сравнению с современной федеральной землёй Бранденбург. Помимо Альтмарка в неё входили лишь восточная часть Хафельланда и Цаухе. Лишь в последующие 150 лет Асканиям удалось заполучить территории восточнее рек Хафель и Нуте, Уккермарк и территории до Барнима и продвинуть пределы марки до Одера. За недолгие годы единоличного правления Оттону удалось стабилизировать ситуацию на своих землях за счёт их интенсивного заселения.
В ходе войны с Генрихом Львом герцог Померании Казимир I в 1178—1180 годах вторгся в Бранденбург, но был разбит Оттоном и в 1180 году убит. Благодаря этой победе Оттон завладел обширными территориями к востоку от реки Толлензе близ Нойбранденбурга.
Оттон I умер в 1184 году и был похоронен в основанном им монастыре Ленин.

## Основатель монастыря Ленин
В 1180 году Оттон I основал в Цаухе первый монастырь на бранденбургской земле, спустя четыре года он был в нём похоронен. Цистерцианский монастырь стал домашним монастырём и усыпальницей Асканиев и затем Гогенцоллернов. Первые монахи из монастыря Зиттихенбах появились в 1183 году, в 1190 году началось возведение церкви и монастырских сооружений.
Монастырь Ленин стремительно превратился в одно из самых богатых аббатств и укрепил положение Асканиев благодаря своему большому экономическому значению и миссионерской деятельности, проводившейся монахами среди местного славянского населения.
На момент секуляризации монастыря в 1542 году ему принадлежало в частности 39 деревень и город Вердер-на-Хафеле.